# Programa do ônibus espacial
O Programa do Ônibus Espacial foi o quarto programa de voos espaciais tripulados realizado pela NASA (Administração Nacional de Aeronáutica e Espaço dos EUA), que realizou o transporte rotineiro de carga e tripulação da Terra para órbita entre 1981 e 2011. Seu nome oficial de programa era Sistema de Transporte Espacial (STS), derivado de um plano de 1969 para um sistema de espaçonaves reutilizáveis, sendo o único item financiado para desenvolvimento, já que o proposto "ônibus nuclear" do plano foi cancelado em 1972. Voou 135 missões e transportou 355 astronautas de 16 países, muitos em múltiplas viagens.
O Ônibus Espacial, composto por um orbitador lançado com dois boosters de combustível sólido reutilizáveis e um tanque externo descartável, transportava até oito astronautas e até 50 000 lb (22 700 kg) de carga útil para órbita terrestre baixa (LEO). Ao concluir a missão, o orbitador reentrava na atmosfera terrestre e pousava como um planador no Centro Espacial Kennedy ou na Base Aérea Edwards.
O Ônibus Espacial foi a única espaçonave alada tripulada a alcançar órbita e pousar, e o primeiro veículo espacial tripulado reutilizável a realizar múltiplos voos orbitais. Suas missões incluíram transportar grandes cargas úteis para várias órbitas, incluindo a Estação Espacial Internacional (ISS), fornecer rotação de tripulação para a estação espacial e realizar missões de serviço no Telescópio Espacial Hubble. O orbitador também recuperou satélites e outras cargas úteis (por exemplo, da ISS) da órbita e as trouxe de volta à Terra, embora esse uso fosse raro. Cada veículo foi projetado com uma vida útil projetada de 100 lançamentos ou 10 anos de operação. Os pontos de venda originais dos ônibus espaciais previam mais de 150 lançamentos em um período operacional de 15 anos, com um "lançamento por mês" esperado no pico do programa, mas atrasos extensos no desenvolvimento da Estação Espacial Internacional nunca criaram uma demanda tão frequente por voos.

## Contexto
Vários conceitos de ônibus espaciais foram explorados desde o final dos anos 1960. O programa começou formalmente em 1972, tornando-se o foco exclusivo das operações de voos espaciais tripulados da NASA após os programas Apollo, Skylab e Apollo-Soyuz em 1975. O Ônibus Espacial foi originalmente concebido e apresentado ao público em 1972 como um "Caminhão Espacial" que, entre outras coisas, seria usado para construir uma estação espacial dos Estados Unidos em órbita terrestre baixa durante os anos 1980 e depois seria substituído por um novo veículo no início dos anos 1990. Os planos estagnados para uma estação espacial americana evoluíram para a Estação Espacial Internacional e foram formalmente iniciados em 1983 pelo presidente Ronald Reagan, mas a ISS sofreu longos atrasos, mudanças de design e estouros de orçamento e forçaram a vida útil do Ônibus Espacial a ser estendida várias vezes até 2011, quando foi finalmente aposentado—servindo o dobro do tempo originalmente projetado. Em 2004, de acordo com a Visão para a Exploração Espacial do presidente George W. Bush, o uso do Ônibus Espacial seria focado quase exclusivamente na conclusão da montagem da ISS, que estava muito atrasada naquele momento.
O primeiro orbitador experimental, Enterprise, era um planador de alta altitude, lançado a partir da parte traseira de um Boeing 747 especialmente modificado, apenas para testes iniciais de pouso atmosférico (ALT). O primeiro voo de teste do Enterprise foi em 18 de fevereiro de 1977, apenas cinco anos após o início formal do programa do Ônibus Espacial; levando ao lançamento do primeiro ônibus espacial operacional, Columbia, em 12 de abril de 1981, na STS-1. O programa do Ônibus Espacial terminou com sua última missão, STS-135, realizada pelo Atlantis, em julho de 2011, aposentando o último ônibus espacial da frota. O programa do Ônibus Espacial terminou formalmente em 31 de agosto de 2011.

## Histórico do programa

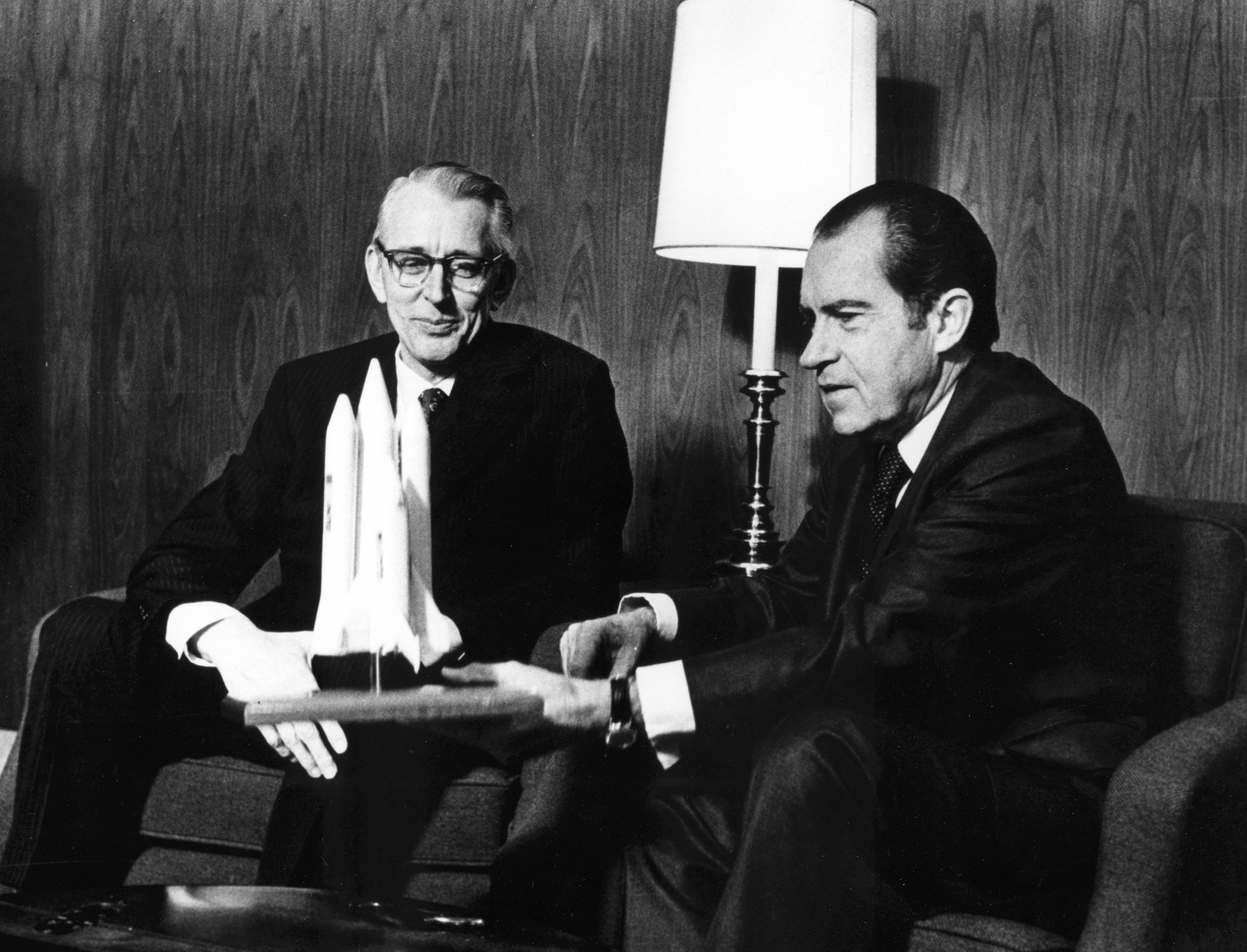
O presidente Richard Nixon (direita) com o Administrador da NASA James Fletcher em janeiro de 1972, três meses antes do Congresso aprovar o financiamento para o programa do Ônibus Espacial

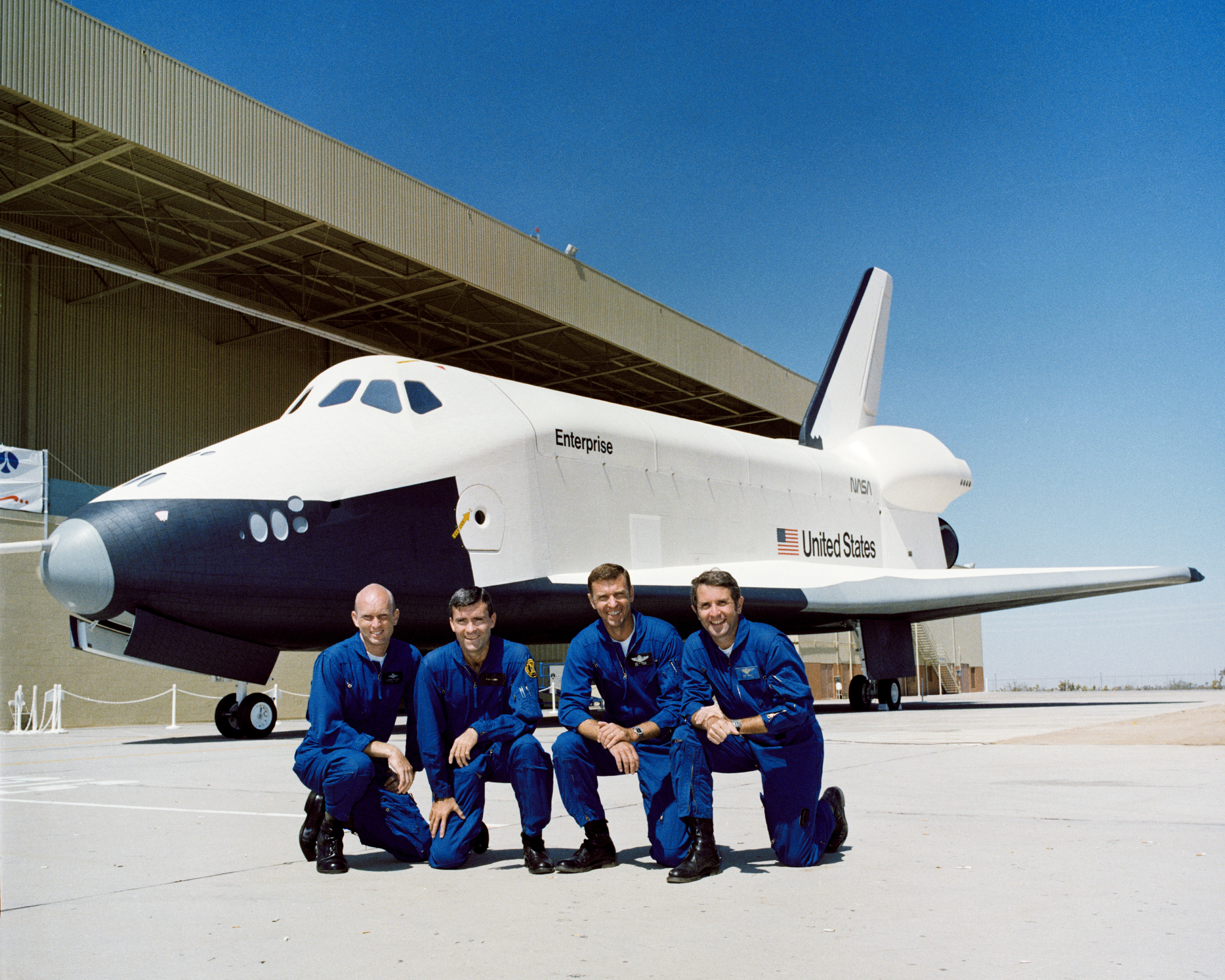
Tripulações dos testes de abordagem e pouso do Ônibus Espacial, 1976

Todas as missões do Ônibus Espacial foram lançadas do Centro Espacial Kennedy (KSC) na Flórida. Algumas missões civis e militares circumpolares do ônibus espacial foram planejadas para a Base Aérea de Vandenberg na Califórnia. No entanto, o uso de Vandenberg para missões do Ônibus Espacial foi cancelado após o desastre do Challenger em 1986. Os critérios meteorológicos usados para o lançamento incluíam, mas não se limitavam a: precipitação, temperaturas, cobertura de nuvens, previsão de raios, vento e umidade. O Ônibus Espacial não era lançado em condições onde poderia ser atingido por raios.
O primeiro orbitador totalmente funcional foi o Columbia (designado OV-102), construído em Palmdale, Califórnia. Foi entregue ao Centro Espacial Kennedy (KSC) em 25 de março de 1979 e foi lançado pela primeira vez em 12 de abril de 1981—o 20º aniversário do voo espacial de Yuri Gagarin no Vostok 1—com uma tripulação de dois.
Challenger (OV-099) foi entregue ao KSC em julho de 1982, Discovery (OV-103) em novembro de 1983, Atlantis (OV-104) em abril de 1985 e Endeavour (OV-105) em maio de 1991. O Challenger foi originalmente construído e usado como um Artigo de Teste Estrutural (STA-099), mas foi convertido em um orbitador completo quando se descobriu que isso seria mais barato do que converter o Enterprise de sua configuração de Testes de Abordagem e Pouso em um veículo espacial operacional.
Em 24 de abril de 1990, o Discovery transportou o Telescópio Espacial Hubble para o espaço durante a STS-31.
No curso de 135 missões realizadas, dois orbitadores (Columbia e Challenger) sofreram acidentes catastróficos, com a perda de todos os membros da tripulação, totalizando 14 astronautas.
Os acidentes levaram a investigações em nível nacional, análises detalhadas das causas e pausas significativas onde mudanças foram feitas antes dos ônibus espaciais retomarem os voos. Após o desastre do Challenger em janeiro de 1986, houve um atraso de 32 meses antes do próximo lançamento do Ônibus Espacial. Um atraso similar de 29 meses ocorreu após o desastre do Columbia em fevereiro de 2003.
A missão mais longa do Ônibus Espacial foi a STS-80, durando 17 dias e 15 horas. O voo final do programa do Ônibus Espacial foi a STS-135 em 8 de julho de 2011.
Desde a aposentadoria do Ônibus Espacial em 2011, muitas de suas funções originais são realizadas por uma variedade de veículos governamentais e privados. O ATV europeu Veículo de Transferência Automatizado abasteceu a ISS entre 2008 e 2015. Missões militares classificadas são realizadas pelo avião espacial não tripulado da Força Aérea dos EUA, o X-37B. Em 2012, o transporte de carga para a Estação Espacial Internacional já era realizado comercialmente sob o programa Serviços Comerciais de Transporte Orbital da NASA pela espaçonave Dragon parcialmente reutilizável da SpaceX, seguida pela espaçonave Cygnus da Orbital Sciences no final de 2013. O serviço de tripulação para a ISS é atualmente fornecido pela Soyuz russa e, desde 2020, pela cápsula tripulada SpaceX Dragon 2, lançada no foguete reutilizável Falcon 9 da empresa como parte do programa Desenvolvimento de Tripulação Comercial da NASA. A cápsula Starliner da Boeing está programada para iniciar o serviço de tripulação da ISS a partir de 2025. Para missões além da órbita terrestre baixa, a NASA está construindo o Sistema de Lançamento Espacial e a espaçonave Orion, parte do Programa Artemis.